# Thomas Wetter
Thomas Wetter (* 6. Februar 1953 in Mülheim an der Ruhr) ist ein deutscher Medizininformatiker und Hochschullehrer.

## Leben und Wirken
Wetter studierte ab 1971 Mathematik an der RWTH Aachen und wurde 1976 und 1984 promoviert. Von 1984 bis 1996 arbeitete er als Postdoctoral Researcher bzw. Senior Researcher beim Wissenschaftlichen Zentrum Heidelberg (WZH) der IBM Deutschland. 1993 wurde er an der Universität Kaiserslautern für Informatik habilitiert. Er ist seit 1997 Professor für Medizininformatik an der Universität Heidelberg.
Seine Forschung befasst sich vorwiegend mit der wissensbasierten Diagnose- und Therapieunterstützung, insbesondere mit Patientenanwendungen der Medizinischen Informatik. Mehrmonatige Forschungsaufenthalte verbrachte Wetter an der University of Utah (Salt Lake City, USA) und der University of Washington (Seattle, USA).
Seit 2010 ist er Vorsitzender der International Medical Informatics Association’s Working Group on Consumer Health Informatics.

## Publikationen
- mit R. Zowalla und D. Pfeifer: Crawling the German Health Web: Exploratory Study and Graph Analysis. In: Journal of Medical Internet Research. 2020;22(7):e17853. DOI:10.2196/17853
- Consumer Health Informatics. New Services, Roles, and Responsibilities. Springer, London 2015.
- mit C. Karmen und R. C. Hsiung: Screening Internet forum participants for depression symptoms by assembling and enhancing multiple NLP methods. In: Computer Methods and Programs in Biomedicine. 2015, S. 27–36.
- mit M. Czerwinski, G. Demiris, R. Hsiung und H. B. Jimison: How safe are users of Consumer Health Informatics? In: Panel, Proceedings AMIA 2014 Annual Symposium. November 2014.
- mit A. Hartzler: Engaging Patients through Mobile Phones: Demonstrator Services, Success Factors, and Future Opportunities in Low and Middle-income Countries. In: Yearbook of Medical Informatics. 2014, S. 182–194.
- mit B. van Voorhees, B. Kaplan und P. DeMuro: Ethical, legal, and public policy barriers to unleashing the full power of Consumer Health Informatics for care delivery? In: Panel, Proceedings AMIA 2013 Annual Symposium. November 2013.
- mit A. Wicht und U. Klein: A web-based system for clinical decision support and knowledge maintenance for deterioration monitoring of hemato-oncological patients. In: Computer Methods and Programs in Biomedicine. 2013, S. 26–32.
- Why is medical software so hard? In: Computer Science - Research and Development. 2008, S. 127–135.